# Dainius Plėta

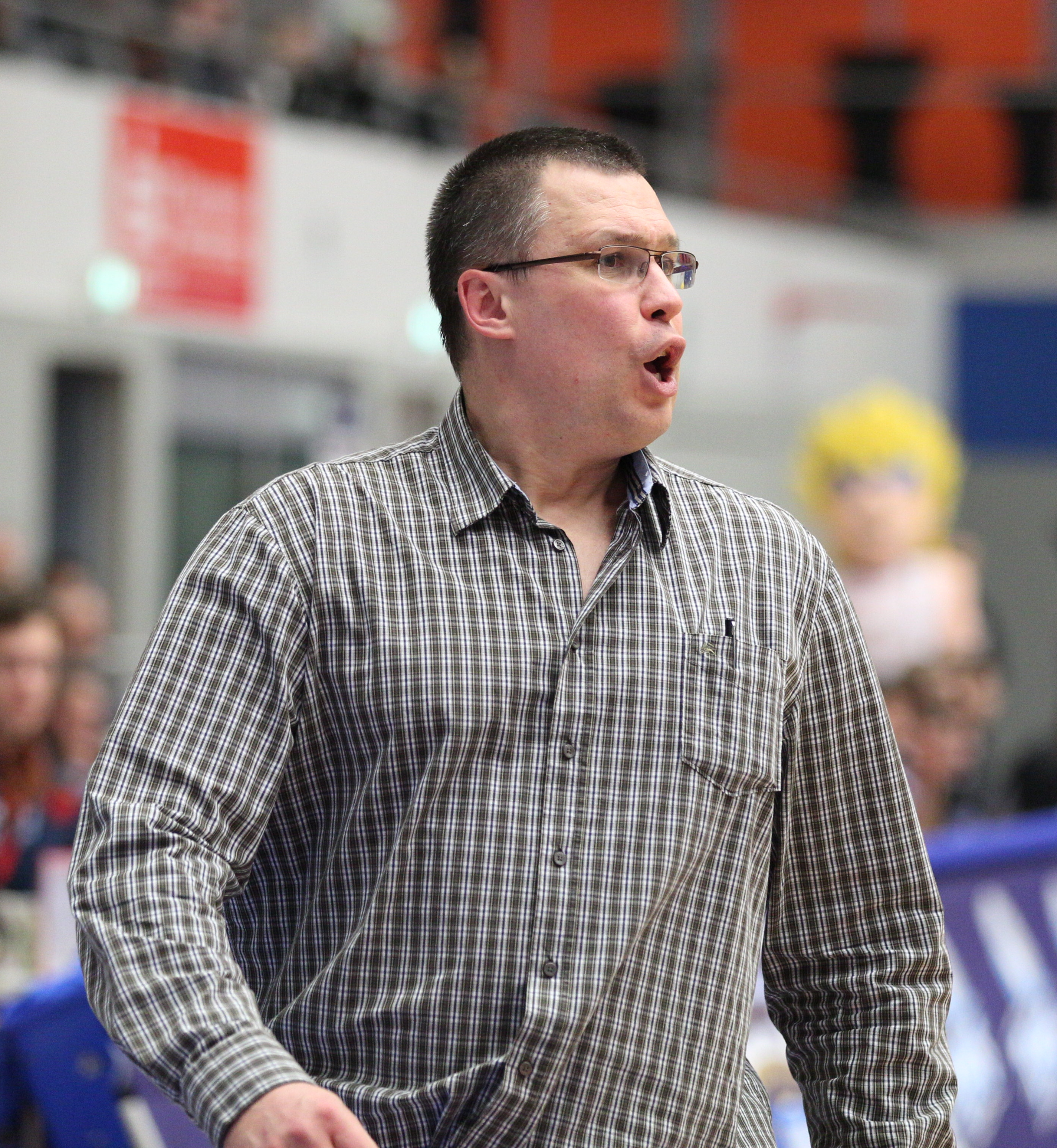
Dainius Plėta, 2016

Dainius Plėta (* 15. August 1971 in Panevėžys) ist ein litauischer Basketballtrainer und ehemaliger -spieler.

## Werdegang
Plėta spielte 1993/94 für den litauischen Erstligisten Vilniaus Statyba, Vorläufer von BC Rytas. Zwischen 1994 und 1997 stand der 2,02 Meter große Innenspieler ebenfalls in der höchsten Spielklasse des Landes bei Lietkabelis Panevėžys unter Vertrag und nahm mit der Mannschaft auch am europäischen Vereinswettbewerb Saporta Cup teil. In der litauischen Liga kam er für Lietkabelis Panevėžys auf insgesamt 110 Einsätze, in denen er Gesamtwerte von 1237 Punkten und 559 Rebounds erzielte. Im Spieljahr 1998/99 lief Plėta für Sakalai Vilnius auf.
2000 wechselte er aus Vilnius nach Deutschland und spielte 2000/01 unter Trainer Fritz Espenhahn in der 2. Bundesliga für den SV Halle.
Ab 2001 spielte er unter Trainer Mike Taylor für den deutschen Regionalligisten BV TU Chemnitz 99, ab 2002 war er mit den Sachsen, inzwischen mit Torsten Loibl als Trainer, in der 2. Bundesliga vertreten.
2004 verließ Plėta Chemnitz und wechselte in die 2. Regionalliga zu BiG Gotha. Im Spieljahr 2004/05 trug er als bester Korbschütze der Mannschaft (18,2 Punkte je Begegnung) dazu bei, dass Gotha in die 1. Regionalliga aufstieg. Er spielte bis 2009 für den Verein in der 1. Regionalliga, hernach war Plėta von 2009 bis 2011 in Gotha als Trainer beschäftigt. Ab 2011 war er Trainer der Bodfeld Baskets Oberharz, die er 2012 zum Aufstieg in die 1. Regionalliga sowie zum Gewinn des Landespokalwettbewerbs Sachsen-Anhalts führte.
Ab 2015 war Plėta bei den Dresden Titans als Co-Trainer im Amt und betreute des Weiteren als Cheftrainer die zweite Herrenmannschaft. Als sich die Sachsen im Dezember 2015 von Thomas Krzywinski trennten, übernahm Plėta übergangsweise auch das Traineramt der Mannschaft in der 2. Bundesliga ProB. Plėta war ebenfalls in der Nachwuchsarbeit des Dresdner Vereins beschäftigt, führte die Jugendmannschaft der Sachsen 2019 gemeinsam mit Stefan Mähne in die Nachwuchs-Basketball-Bundesliga
Sein Sohn Dominykas Pleta wurde ebenfalls Berufsbasketballspieler.